# Apatosagittarius terrenus
Apatosagittarius terrenus — викопний вид яструбоподібних птахів родини яструбових (Accipitridae), що існував в Північній Америці у пізньому міоцені (13,6 — 10,3 млн років тому). Викопні рештки птаха знайдено у відкладеннях формації Ash Hollow в Небрасці (США). Описаний з решток правої ноги. Своїми довгими ногами та способом життя був схожим на сучасного птаха-секретара (Sagittarius serpentarius), на що вказує його родова назва (Apatosagittarius — «несправжній птах-секретар»).